# Cryptolestes turcicus
Cryptolestes turcicus är en skalbaggsart som först beskrevs av Antoine Henri Grouvelle 1876.  Cryptolestes turcicus ingår i släktet Cryptolestes och familjen ritsplattbaggar. Arten är reproducerande i Sverige. Inga underarter finns listade i Catalogue of Life.

## Bildgalleri

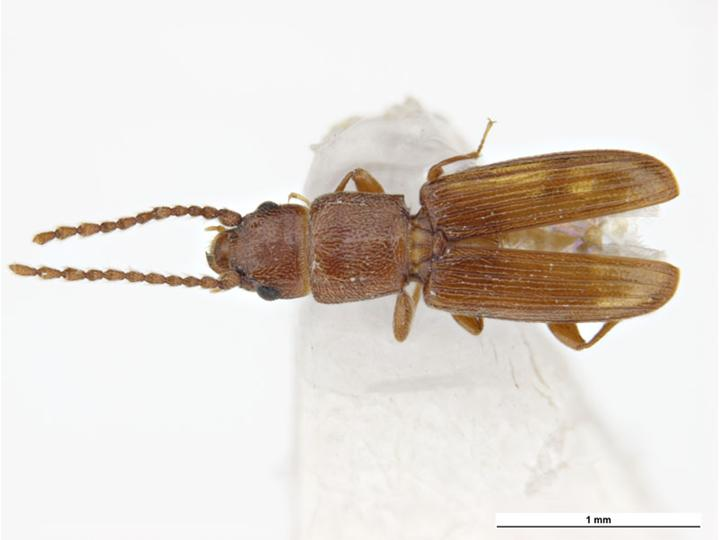